# João Inácio de Simas e Cunha
João Inácio de Simas e Cunha (Santa Cruz da Graciosa, 26 de março de 1821 — Santa Cruz da Graciosa, 6 de setembro de 1896), 1.º e único barão de Guadalupe, bacharel em Direito pela Universidade de Coimbra, advogado e presidente da Câmara Municipal de Santa Cruz da ilha Graciosa. Por alvará de 30 de janeiro de 1866 foi feito moço fidalgo da Casa Real com exercício no Paço.

## Biografia
Nasceu na vila de Santa Cruz da Graciosa no seio da melhor aristocracia local, filho do coronel João Inácio de Simas Cunha, que havia casado na ilha Graciosa, a 10 de abril de 1820, com Custódia Libânia de Bettencourt, filha do capitão-mor Bartolomeu Álvaro de Bettencourt e de sua mulher Joaquina da Corte Celeste da Silveira e irmã do barão da Fonte do Mato. Era neto paterno do homónimo capitão-mor João Inácio de Simas e Cunha, conhecido por o coronel velho, que havia casado a 29 de abril de 1798 com Maria Clara de Melo.
Bacharel em Direito pela Universidade de Coimbra, onde se matriculou em 1839 e concluiu o curso em 23 de junho de 1845. Começou por seguir a carreira da magistratura, sendo procurador régio em Ponta Delgada e primeiro juiz substituto do de direito em Angra do Heroísmo. Com o intuito de se fixar na ilha Graciosa, abandonou a carreira judicial e abriu banca de advogado e Santa Cruz da Graciosa. Apesar de ser senhor de extensas propriedades, não se limitou a administrar a sua casa, e para além da advocacia, exerceu uma bem sucedida actividade com empresário e dirigiu uma importante firma comercial, a mais importante casa comercial que existia nesta vila, a qual primitivamente tinha a designação de João Inácio de Simas e Cunha & Companhia.
Também se dedicou à política e, durante mais de vinte anos, foi um influente autarca, presidente da Câmara Municipal de Santa Cruz da Graciosa, e um dos principais caciques eleitorais da ilha, manobrando grande número de votos. A sua acção benemérita não se limitou a Santa Cruz, estendeu-se por toda a ilha da Graciosa, mandou construir cemitérios nas três freguesias rurais e procedendo a outros muitos melhoramentos.
Alargando a sua influência política, casou a 9 de abril de 1850, com D. Maria de Meneses Martins Pamploma Corte-Real, filha de Raimundo Martins Pamplona Corte-Real, fidalgo cavaleiro da casa real e comendador da Ordem de Nossa Senhora da Conceição de Vila Viçosa, e de sua mulher D. Júlia de Meneses Lemos e Carvalho.
Foi feito moço-fidalgo com exercício no Paço por alvará de 30 de janeiro de 1866 e por decreto de 15 de maio de 1874, do rei D. Luís, foi-lhe concedido o título de barão de Guadalupe.
O barão de guadalupe é lembrado na toponímia da vila de Santa Cruz onde existe o «Largo Barão de Guadalupe».

## Relações Familiares
Foi filho de João Inácio de Simas e Cunha e de D. Custódia Libânia de Bettencourt. Casou no dia 9 de abril de 1850 com D. Maria de Menezes Martins Pamplona Corte Real (4 de Setembro de 1832 -?) de quem teve uma filha:
1. D. Ana de Menezes da Cunha e Simas da Silveira Bettencourt (18 de Fevereiro de 1896 -?) casada com D. José Maria Sieuve de Menezes, 3.º conde de Sieuve de Menezes.